# Багновец, Гарольд Владимирович
Гарольд Владимирович Багновец (1934 — ?) — советский партийный деятель, первый секретарь Даугавпилсского горкома Компартии Латвии (1978—1983). Член КПСС с 1957 года.
Родился в 1934 году, белорус.
Окончил Белорусский институт инженеров железнодорожного транспорта и Высшую партийную школу при ЦК КПСС.
- 1962—1964 мастер, прораб треста «Балттрансстрой».
- 1964—1968 заведующий промышленно-транспортным отделом, секретарь Даугавпилсского горкома партии.
- 1968—1977 заведующий отделом строительства и городского хозяйства Рижского горкома партии, заместитель председателя Рижского горисполкома,
- 1977—1978 секретарь Рижского горкома партии.
- 1978—1983 первый секретарь Даугавпилсского горкома партии.
- 1983—1988 заведующий отделом строительства и городского хозяйства ЦК Компартии Латвии.
- с 1988 первый заместитель Государственного планового комитета Латвийской ССР.

В 1990-е гг. — начальник Управления Делами Госстроя России.
В 2002—2011 гг. руководитель ООО «ТД СПЕЦСНАБ».
Лауреат Государственной премии Латвийской ССР.
Депутат Верховного Совета Латвийской ССР 9-10-11-го созывов. Председатель Комиссии по строительству и промышленности строительных материалов Верховного Совета Латвийской ССР. Член ЦК Компартии Латвии. Делегат XXVI съезда КПСС.
Сочинения:
- Некоторые аспекты автоматизации территориальных систем управления качеством работы / Г. В. Багновец. — Рига, 1982. — 28с.